# Copa do Mundo de Esqui Alpino
A Copa do Mundo de Esqui Alpino é uma competição internacional de esqui alpino que é realizada e organizada anualmente pela Federação Internacional de Esqui (FIS) desde 1967.

## Vencedores
Vencedores gerais individuais múltiplos da Copa do Mundo estão marcados com (#).

### Individual
| Ano  | Campeão masculino geral | Campeão masculino geral | Campeã feminina geral     | Campeã feminina geral |
| Ano  | Nome                    | País                    | Nome                      | País                  |
| ---- | ----------------------- | ----------------------- | ------------------------- | --------------------- |
| 1967 | Jean-Claude Killy       | França                  | Nancy Greene              | Canadá                |
| 1968 | Jean-Claude Killy (2)   | França                  | Nancy Greene (2)          | Canadá                |
| 1969 | Karl Schranz            | Áustria                 | Gertrud Gabl              | Áustria               |
| 1970 | Karl Schranz (2)        | Áustria                 | Michèle Jacot             | França                |
| 1971 | Gustav Thöni            | Itália                  | Annemarie Pröll           | Áustria               |
| 1972 | Gustav Thöni (2)        | Itália                  | Annemarie Pröll (2)       | Áustria               |
| 1973 | Gustav Thöni (3)        | Itália                  | Annemarie Pröll (3)       | Áustria               |
| 1974 | Piero Gros              | Itália                  | Annemarie Pröll (4)       | Áustria               |
| 1975 | Gustav Thöni (4)        | Itália                  | Annemarie Moser-Pröll (5) | Áustria               |
| 1976 | Ingemar Stenmark        | Suécia                  | Rosi Mittermaier          | Alemanha Ocidental    |
| 1977 | Ingemar Stenmark (2)    | Suécia                  | Lise-Marie Morerod        | Suíça                 |
| 1978 | Ingemar Stenmark (3)    | Suécia                  | Hanni Wenzel              | Liechtenstein         |
| 1979 | Peter Lüscher           | Suíça                   | Annemarie Moser-Pröll (6) | Áustria               |
| 1980 | Andreas Wenzel          | Liechtenstein           | Hanni Wenzel (2)          | Liechtenstein         |
| 1981 | Phil Mahre              | Estados Unidos          | Marie-Theres Nadig        | Suíça                 |
| 1982 | Phil Mahre (2)          | Estados Unidos          | Erika Hess                | Suíça                 |
| 1983 | Phil Mahre (3)          | Estados Unidos          | Tamara McKinney           | Estados Unidos        |
| 1984 | Pirmin Zurbriggen       | Suíça                   | Erika Hess (2)            | Suíça                 |
| 1985 | Marc Girardelli         | Luxemburgo              | Michela Figini            | Suíça                 |
| 1986 | Marc Girardelli (2)     | Luxemburgo              | Maria Walliser            | Suíça                 |
| 1987 | Pirmin Zurbriggen (2)   | Suíça                   | Maria Walliser (2)        | Suíça                 |
| 1988 | Pirmin Zurbriggen (3)   | Suíça                   | Michela Figini (2)        | Suíça                 |
| 1989 | Marc Girardelli (3)     | Luxemburgo              | Vreni Schneider           | Suíça                 |
| 1990 | Pirmin Zurbriggen (4)   | Suíça                   | Petra Kronberger          | Áustria               |
| 1991 | Marc Girardelli (4)     | Luxemburgo              | Petra Kronberger (2)      | Áustria               |
| 1992 | Paul Accola             | Suíça                   | Petra Kronberger (3)      | Áustria               |
| 1993 | Marc Girardelli (5)     | Luxemburgo              | Anita Wachter             | Áustria               |
| 1994 | Kjetil André Aamodt     | Noruega                 | Vreni Schneider (2)       | Suíça                 |
| 1995 | Alberto Tomba           | Itália                  | Vreni Schneider (3)       | Suíça                 |
| 1996 | Lasse Kjus              | Noruega                 | Katja Seizinger           | Alemanha              |
| 1997 | Luc Alphand             | França                  | Pernilla Wiberg           | Suécia                |
| 1998 | Hermann Maier           | Áustria                 | Katja Seizinger (2)       | Alemanha              |
| 1999 | Lasse Kjus (2)          | Noruega                 | Alexandra Meissnitzer     | Áustria               |
| 2000 | Hermann Maier (2)       | Áustria                 | Renate Götschl            | Áustria               |
| 2001 | Hermann Maier (3)       | Áustria                 | Janica Kostelić           | Croácia               |
| 2002 | Stephan Eberharter      | Áustria                 | Michaela Dorfmeister      | Áustria               |
| 2003 | Stephan Eberharter (2)  | Áustria                 | Janica Kostelić (2)       | Croácia               |
| 2004 | Hermann Maier (4)       | Áustria                 | Anja Pärson               | Suécia                |
| 2005 | Bode Miller             | Estados Unidos          | Anja Pärson (2)           | Suécia                |
| 2006 | Benjamin Raich          | Áustria                 | Janica Kostelić (3)       | Croácia               |
| 2007 | Aksel Lund Svindal      | Noruega                 | Nicole Hosp               | Áustria               |
| 2008 | Bode Miller (2)         | Estados Unidos          | Lindsey Vonn              | Estados Unidos        |
| 2009 | Aksel Lund Svindal (2)  | Noruega                 | Lindsey Vonn (2)          | Estados Unidos        |
| 2010 | Carlo Janka             | Suíça                   | Lindsey Vonn (3)          | Estados Unidos        |
| 2011 | Ivica Kostelić          | Croácia                 | Maria Riesch              | Alemanha              |
| 2012 | Marcel Hirscher         | Áustria                 | Lindsey Vonn (4)          | Estados Unidos        |
| 2013 | Marcel Hirscher (2)     | Áustria                 | Tina Maze                 | Eslovênia             |
| 2014 | Marcel Hirscher (3)     | Áustria                 | Anna Fenninger            | Áustria               |
| 2015 | Marcel Hirscher (4)     | Áustria                 | Anna Fenninger (2)        | Áustria               |
| 2016 | Marcel Hirscher (5)     | Áustria                 | Lara Gut                  | Suíça                 |
| 2017 | Marcel Hirscher (6)     | Áustria                 | Mikaela Shiffrin          | Estados Unidos        |

### Por país
| País                          | Vencedores gerais | Vencedores gerais | Vencedores gerais |
| País                          | Total             | Masculino         | Feminino          |
| ----------------------------- | ----------------- | ----------------- | ----------------- |
| Áustria                       | 32                | 15                | 17                |
| Suíça                         | 19                | 7                 | 12                |
| Estados Unidos                | 11                | 5                 | 6                 |
| Suécia                        | 6                 | 3                 | 3                 |
| Itália                        | 6                 | 6                 | –                 |
| Noruega                       | 5                 | 5                 | –                 |
| Luxemburgo                    | 5                 | 5                 | –                 |
| França                        | 4                 | 3                 | 1                 |
| Croácia                       | 4                 | 1                 | 3                 |
| Alemanha Ocidental / Alemanha | 4                 | –                 | 4                 |
| Liechtenstein                 | 3                 | 1                 | 2                 |
| Canadá                        | 2                 | –                 | 2                 |
| Eslovênia                     | 1                 | –                 | 1                 |